# Чайковичі
Ча́йковичі — село в Рудківській міській громаді, в Самбірському районі Львівської області. Україна. Населення становить 1466 осіб. 

## Географія
Чайковичі розміщені на лівому березі Дністра, за 8 км на південь від міста Рудки, на пагорбах у східній частині Сянсько-Дністровської вододільної рівнини, на межі Верхньодністровської улоговини. Поряд із селом проходить Головний європейський вододіл. На захід від села, на зниженій ділянці зазначеного вододілу, біля лісу "Діброва" спостерігається цікаве явище біфуркації (розділ потоків до різних морських басейнів). Це явище унікальне близкістю розташування (орієнтовно 200 м) до головної річки Дністер. 
На північних, західних та східних околицях села поширені родючі чорноземи. На південь від села між високими (на 4-6 м) берегами тече Дністер. На цій ділянці його глибина сягає 3 м, трапляются і гальково-гравійні перекати. Збереглися залишки гідротехнічних споруд, збудованих у кінці 19-го століття за Австро-Угорщини. У заплаві річки лежить "велике" болото, згадуване ще Геродотом. Воно з давніх часів слугувало людям з навколишніх сіл місцем багатих сінокосів. У радянські часи частину болота намагалися осушити та пристосувати для потреб сільського господарства. У 50—80-ті роки на болоті видобували  торф.
Прилеглі до села території та частини Дністра здавна мають місцеві назви.

### Екологічні об'єкти
- На південь від села розташований Чайковицький заказник.
- У межах села розташована пам'ятка природи — Віковий дуб.

## Історія
Розвідкові роботи львівських археологів останніх десятиліть виявили сліди багатошарового поселення періоду енеоліту на околиці с. Чайковичі. Перша писемна згадка про село — 1349 рік. Його назва походить від перших поселенців — Чайковських, рід яких згадується в грамоті польського короля Казимира III Великого від 1349 року. На 1464 рік у селі нараховувалось 20 хат. На 1938 рік у селі було близько 700 будинків, у яких проживало близько 3 тис. жителів (80% - українці-греко-католики, польські родини та 8 єврейських родин). Населення здебільшого займалось хліборобством та скотарством. Важливе значення мало вирощування льону. 
У радянські часи село було центром колгоспу "Прогрес" (утворений у 1959 році), до складу якого входило ще вісім сіл. На 1968 рік у Чайковичах проживало близько 3 тисяч людей. Село газифікували на початку 1960-их  років одним з перших у Самбірському районі. У цей час головою колгоспу був Г. І. Богоніс.

### Шляхта та Хлопи
З давніх часів Чайковичі були поділені на дві частини — в східній частині села — Хлопах — жили селяни-кріпаки , у західній — Шляхті — дрібна застінкова шляхта, рід Чайковських гербу Сас і Дебно,  i Городиських гербу Корчак. Для ідентифікації відгалужень роду Чайковські використовували т. з. "придомки": Беринда, Дашкович, Кунько, Романович, Солонинка, Трумко, Тимкович. Сусідами Чайковських та Городиських у Чайковичах були як і представники роду Сас (Баранецькі, Бачинські, Білинські, Винницькі, Гординські, Кульчицькі, Ортинські, Погорецькі, Попелі, Саси, Турянські, Чоловські, Яблонські), так і представники інших родів (Круковські, Манецькі, Синицькі, Сороківські, Суходольські). Умовний територіальний поділ на "шляхту" і "хлопи" зберігся через радянські часи до сьогодення.  "Шляхта" в свою чергу поділялася на частини: Беринди, Бриска, Вигін, Деречина, Діл, Загороди, "За церквою", Загомінок, Кутець та "Село" (центральна частина). З родини Чайковських походив український письменник, громадський діяч Чайковський Андрій Якович.
За однією з версій, тут народився Памво Беринда. У селі досі живуть люди з таким прізвищем.

### Діалект
Мешканці села розмовляють на наддністрянському говорі (опільському діалекті).

## Населення
Згідно з переписом 1857 р. в селі Чайковичі мешкало: 2278 чоловік, з них 1938 (85%)  українці греко-католики, 226 (10%) поляків та 112(5%)  євреїв. На початок 1938 р. в Чайковичах було 700 будинків, в яких мешкало 2785 чоловік, з них 2478 (88%)  - українці греко-католики,  276 (10%)-поляки та 31  (8 родин) (1,1 %) - жиди. 
Жителі Чайкович були вірними української греко-католицької церкви до 1946 р., коли примусово здійснено перехід до російської православної церкви (РПЦ) за часів радянської влади. У 1996 р. 73% мешканців Чайкович – вірні УПЦ КП, 19% - УГКЦ,  3% - поляки римо-католики, 5% - не визначилися. На початок 2013 р. в Чайковичах мешкало 1545 чоловік, з них 216  (14%)  - українці греко-католики, 1326 (85 %) – вірні УПЦ КП та (2 %) інші.

## Релігія

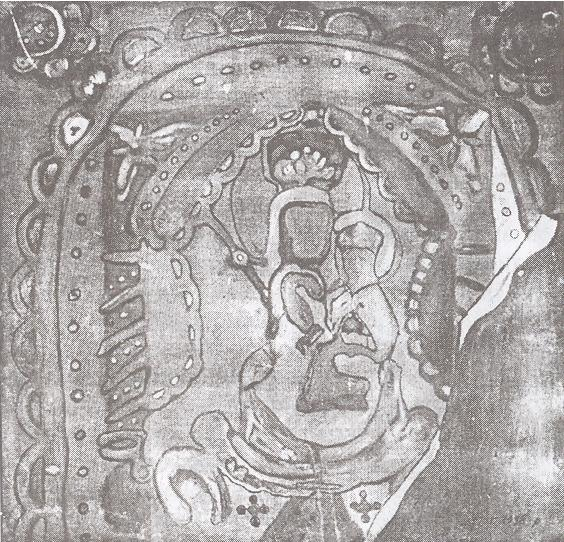
Чудотворна ікона Богоматері Чайковицькоі

### Церква святого Івана Хрестителя
Відповідно до поділу села на Шляхту і Хлопи існувало дві окремі церкви.
У центрі села стоїть дерев'яна церква Різдва Івана Хрестителя. Перша згадка про місцевий храм датується 1468 роком. Також відомо про храм зведений у другій половині XVII ст. У 1842 році на його місці збудували існуючу дерев'яну церкву Різдва Івана Хрестителя, яка була освячена 1850 року. В другій половині XIX ст. її підмурували та обновили. В 1946 р., коли поставало питання про закриття церкви в селі, чайковичани прийняли важке для них рішення перейти разом з о. Р. Ганчуком на російське православ'я, але тільки щоб церква була діюча. Після цього місцеві комуністи спробували підпалити храм, однак вона завершилась невдачею.
До 1946 р. — матірна церква парафії Різдва Івана Хрестителя (до складу парафії входила дочірня церква святого Миколая) — деканат Рудецький (до І світової війни — деканат Комарнянський), єпархія — Перемишльсько-Самбірсько-Сяницька УГКЦ. Радянський період (1946—1990 рр.) — деканат Дрогобицький, єпархія Дрогобицько-Самбірська РПЦ, з 1959 р. — єпархія Львівська РПЦ.
Хрещата у плані будівля має прибудовані до вівтаря ризниці, а до бабинця — великий присінок. Традиційне піддашшя відсутнє. Стіни храму мають невеликі вікна стрільчастої форми. Середхрестя нави завершує високий восьмерик з шоломоподібною банею, ліхтарем і маківкою. У 1990-их верх витягнули вгору і ліхтар зробили більших розмірів. Раніше восьмерик нави був покритий бляхою, тепер його покрили пластиковою вагонкою. На захід від церкви, навпроти її головного входу, стоїть дерев'яна чотириярусна дзвіниця, накрита шатровим дахом. Прицерковна ділянка малої площі, затиснута між сільськими вулицями та оточена деревами.
На околиці присілку Хлопи неподалік Дністра на пеньку з'явився образ Миколая — Чудотворця. Цю подію увіковічили у 1801 році збудувавши храм Миколая Чудотворця, а у 1850 р. на його місці поставили нову дерев'яну церкву святого Миколая, яку на поч. 1990-х рр. почали обмуровувати цеглою. Біля храму є також мурована дзвіниця збудована у 1996 р. та капличка над криницею. Храм Святого Миколая до 1946 був власністю УГКЦ, у 1946 р. перехід до РПЦ, у 1962 р. церкву святого Миколая було закрито. У 1989 р. за часів відродження України церкву святого Миколая було відкрито РПЦ, тоді здійснено перехід до УПЦ КП.
У грудні 1937 року на склі вікна хати шляхтича Якова Городиського з'явився нерукотворний образ Матері Божої з Ісусом. Чайковичі стали місцем паломництва. У 1950-х роках хату було розвалено. У 1998 році на місці з'яви побудовано капличку.

### УГКЦ
Греко-католицька громада села вийшла з підпілля у 1989—1992 рр., вона належала до Львівської архиєпархії УГКЦ, 1993 — Самбірсько-Дрогобицька єпархія УГКЦ, 1995 р. — Рудківський деканат.
У 1990-х роках місцевою громадою УГКЦ збудовано церкву Преображення Господнього (освячена 1998 р) яка розташована поруч з церквою Різдва Івана Хрестителя.

### Священики, які обслуговували громаду, їх уряди
- Ільницький Степан 1828 + парох
- Максимович Григорій 1829 1834 адміністратор
- Струсевич Дмитро 1834 1842 + парох
- Новаковський Антін 1842 1843 адміністратор
- Левицький Михайло 1843 1883 + пох. парох
- Стецев Михайло 1884 1909 + пох. парох
- Стеців Роман 1901 1902 сотрудник
- Давидович Карло 1907 1908 сотрудник
- Котис Володимир 1908 1909 сотрудник
- Котис Володимир 1909 1910 адміністратор
- Кміт Юрій 1910 1939 парох
- Ганчук Роман — перейшов до РПЦ в 1946 р. 1941 1986 настоятель
- Ганчук Роман 1986 - 1996 + пох. емерит
- Кукурудзяк Юрій — перейшов до УПЦ-КП 1986 1996 настоятель
- Федьків Андрій — УПЦ-КП 1996 1998 + настоятель
- Синяк Микола — УПЦ-КП 1998 2013 настоятель
- Попович Василь — УПЦ-КП 2013 по даний час настоятель
- Єсип Роман 1991 1993 завідатель
- Боцьора Михайло 1993 по даний час завідатель

+ - священики, які померли при священстві у селі.
+ пох. — священики, які поховані у селі Чайковичі.
У міжвоєнний період та інші часи село інтенсивно долучалось до процесу національного відродження, розвитку церкви. Великий внесок належить отцю Юрію Кміту, який був парохом В Чайковичах, та місцевій жительці, вчительці Романович Ганні Іванівні.
В селі активно діяв Союз українок, для мужчин організація «Добрий господар», значна роль приділялася освіті жителів Чайкович. Після недільних літургій жінки збиралися біля церкви де ділилися досвідом господарювання та куховарства. Велика увага приділялася співу в церковному хорі який налічував понад 50 осіб.

### Відродження греко-католицької віри в селі Чайковичі
- Докладніше Церква Преображення Господнього (Чайковичі)

У 90-х рр. XX ст. почалося відновлення України, як держави, а одночасно традицій, звичаїв, та й зрештою греко-католицької віри, які були надовго забуті за часів радянської влади. Чайковичан активно приєдналися до відновлення Української держави, віри, звичаїв та традицій. Але, на жаль, громада Чайкович поділилася на дві частини (на вірних православної і греко-католицької віри). Одна частина (а це понад 75 % жителів) залишилася у православній вірі, а друга (дещо більше 15 % жителів) перейшла на греко-католицьку віру.
Окремі мешканці Чайкович, почали збиратися на богослужіння у помешканні сестер Курляк Катерини та Марії, куди прїздили отці Роман Єсип та Богдан Гірський. Поштовхом до переходу у греко-католицьку парафію, було і те, що настоятель церков у Чайковичах о. Юрій Кукурудзяк, невміло здійснював служіння, що обурювало парафіян і одночасно відвертало від церкви. Греко-католицька громада чисельно поповнювалась і тоді вирішили звертатися до урядовців села, району, області про повернення храму Різдва Івана Хрестителя греко-католицькій громаді, як повноправному власнику, про що свідчать документи, що церква є до сьогоднішнього часу зокрема, греко-католицькою, такою, як вона була збудована.
У 1991 р. прийнято рішення Самбірською РДА, за масовими звертаннями греко-католицької громади, про почергове богослужіння у церквах Різдва Івана Хрестителя та святого Миколая, але воно не було виконане, хоча до цього залучалася влада та міліція. В одну з неділь, при спробі повернути церкву Різдва Івана Хрестителя, о. Роман Єсип розпочав богослужіння, проте воно не завершилося, дійшовши до половини, бо відбулася бійка всередині храму. Намагання служити почергово в церкві, на-жаль, не дало ніякого результату, хоча пробували, навіть, і таємним голосуванням це підтвердити, але марно і греко-католицька громада, почала служити літургії біля могили Січовим Стрільцям в центрі села на вулиці. Першого покійного парафіянина греко-католицької церкви Дашковича Корнелія Васильовича, ховали без відспівування в церкві, до якої не допустили. Служіння на вулиці не було прийнятним, і тоді греко-католицька громада неодноразово зверталася до тодішнього сільського голови Михайла Іванишина, який відпустив кабінет урочистих подій у сільській раді для богослужінь. На той час почергово з о. Романом Єсипом почав служіння о. Михайло Боцьора, який є завідателем храму Преображення Господнього по даний час. Отець Роман Єсип, часто їздив по селах і містах України з проповідями на тему відродження греко-католицької віри, маючи одночасно парафію у місті Рудки, і тому не зміг служити в Чайковичах, і єдиним священиком парафії УГКЦ залишився о. Михайло Боцьора, який одночасно ще служив і служить в сусідньому селі Колбаєвичі. Ведучи богослужіння в сільській раді греко-католицька громада вирішила поновити спробу повернути церкву Різдва Івана Хрестителя, і знову почалися дискусії та перепалки, які в один з вечорів, після служіння хресної дороги, переросли в масове протистояння і вірні православної громади, оточили сільську раду в якій були вірні греко-католицької громади.
10 липня 1993 року, в суботу, громада вперше чисельно зібралася на роботу і почали тягнути каміння та гравій(шутер) з річки Дністер на фундамент церкви. Тоді на річці було більше 100 людей. Тоді парафіяни приступили до копання рову й заливання фундаменту. Біля хреста поставили з дощок і картону намет, накрили його, щоб було де заховатися від дощу і вітру і в якому служили літургії. Для будівництва церкви Іван Богдан, виходець з Чайкович, який працював виконробом в одній з будівельних фірм, запропонував панелі, які можна використати для будівництва церкви, і їх таки було закуплено.
19 серпня 1998 року відбулося освячення церкви Преображення Господнього владикою Юліяном Вороновським (нижній ряд другий справа).
Паламарями церкви були: Тимкович Іван Петрович (1991—2002 рр.) при будівництві церкви та Трумко Ярослав Іванович (2003—2015 рр).

### Статистика греко-католицької парафії
Згідно записів у книгах похоронів, хрещень та вінчань за 1996—2015 рр.(20 років) парафії греко — католицької церкви Преображення Господнього с. Чайковичі наводяться наступні дані: Загальна кількість померлих за 20 років (1996—2015) — 266 осіб
Загальна кількість охрещених дітей за 20 років (1996—2015) — 91.
Загальна кількість вінчань за 20 років (1996—2015) — 38.
За давньою традицією церкви тривалий час (5 років) освячували воду на Йордан в річці Дністер, однак через старший вік більшості парафіян цю традицію неможливо підтримувати.

## Відомі люди
- Вінницька Марія Федорівна — депутат Верховної Ради УРСР 5-го скликання, доярка колгоспу.
- Винницький Богдан Васильович — доктор фізико - математичних наук, професор
- Винницький Василь Михайлович — український мовознавець, доктор філологічних наук, професор.
- Круковська Ганна Григорівна — депутат Верховної Ради УРСР 6—7-го скликань, ланкова колгоспу.
- Ластович Семен — український бандурист.